# Río Clyde
El Clyde (Cluaidh en gaélico escocés) es uno de los ríos principales de Escocia. Se extiende a lo largo de 176 km, lo que lo convierte en el décimo río más largo del Reino Unido, y el tercero de Escocia. Atraviesa la ciudad de Glasgow, siendo posiblemente el río más importante por la construcción de barcos y el comercio en el Imperio británico.

## Galería

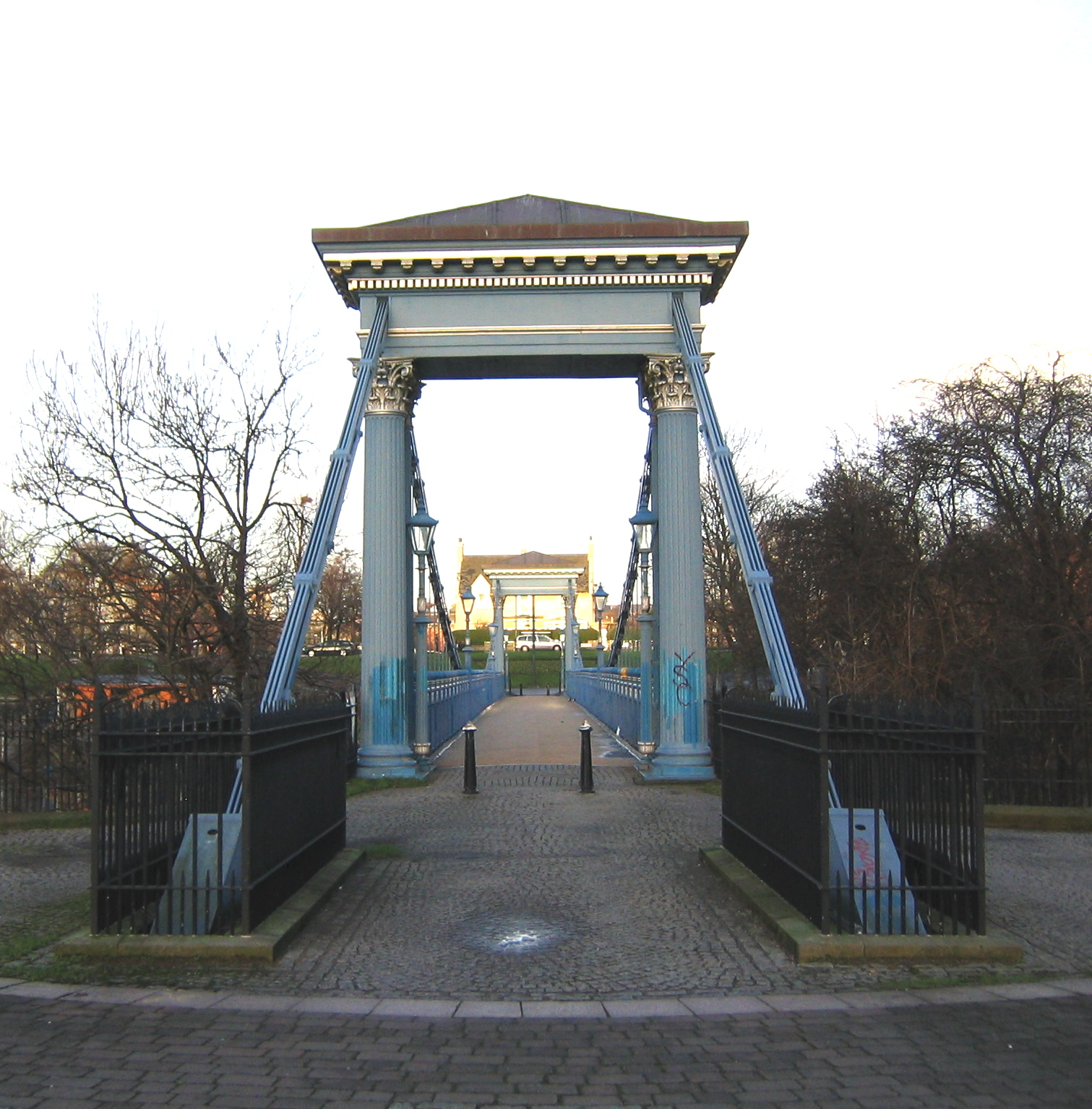
Puente peatonal Saint Andrews.
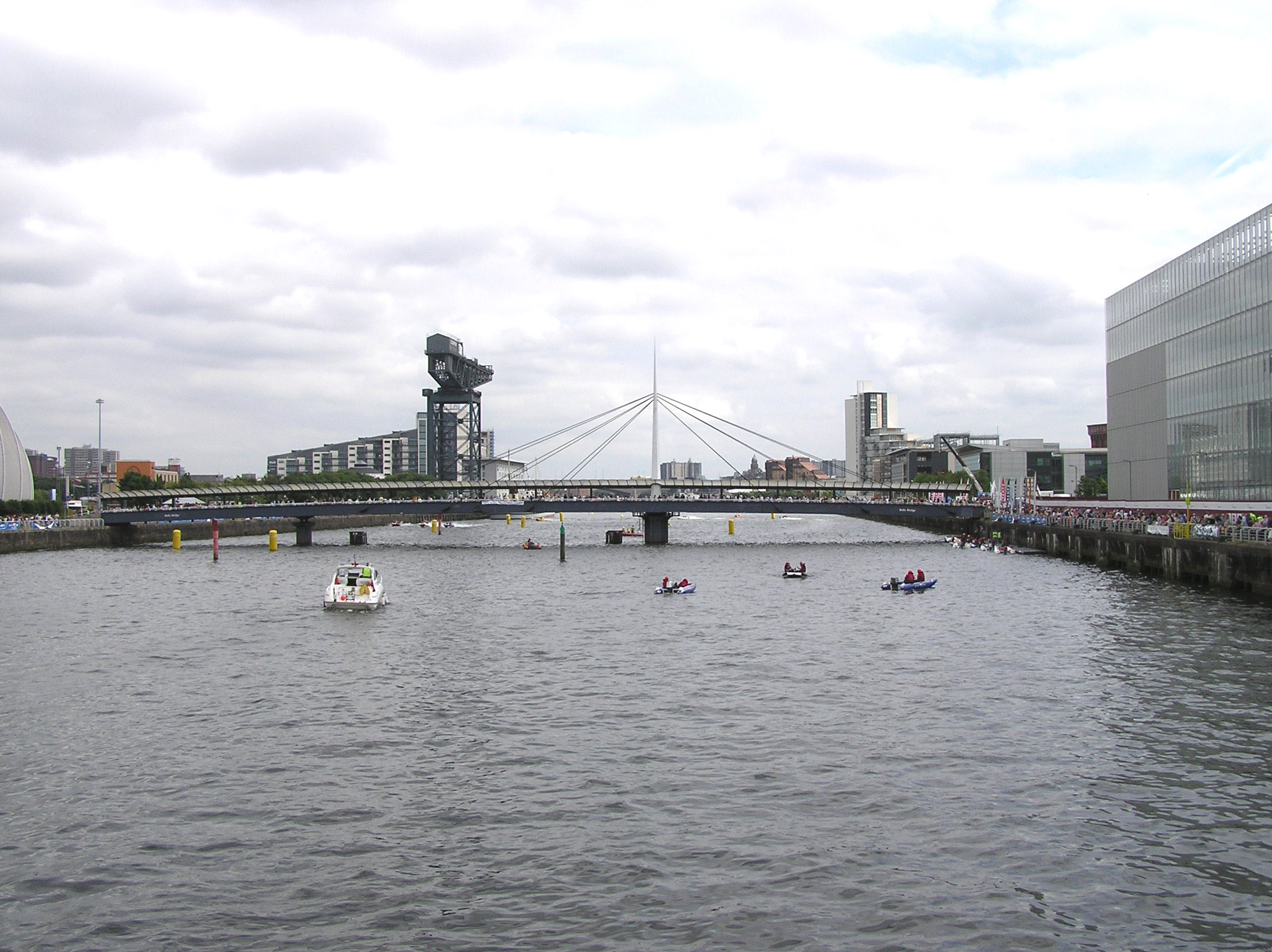
Puente Bells.
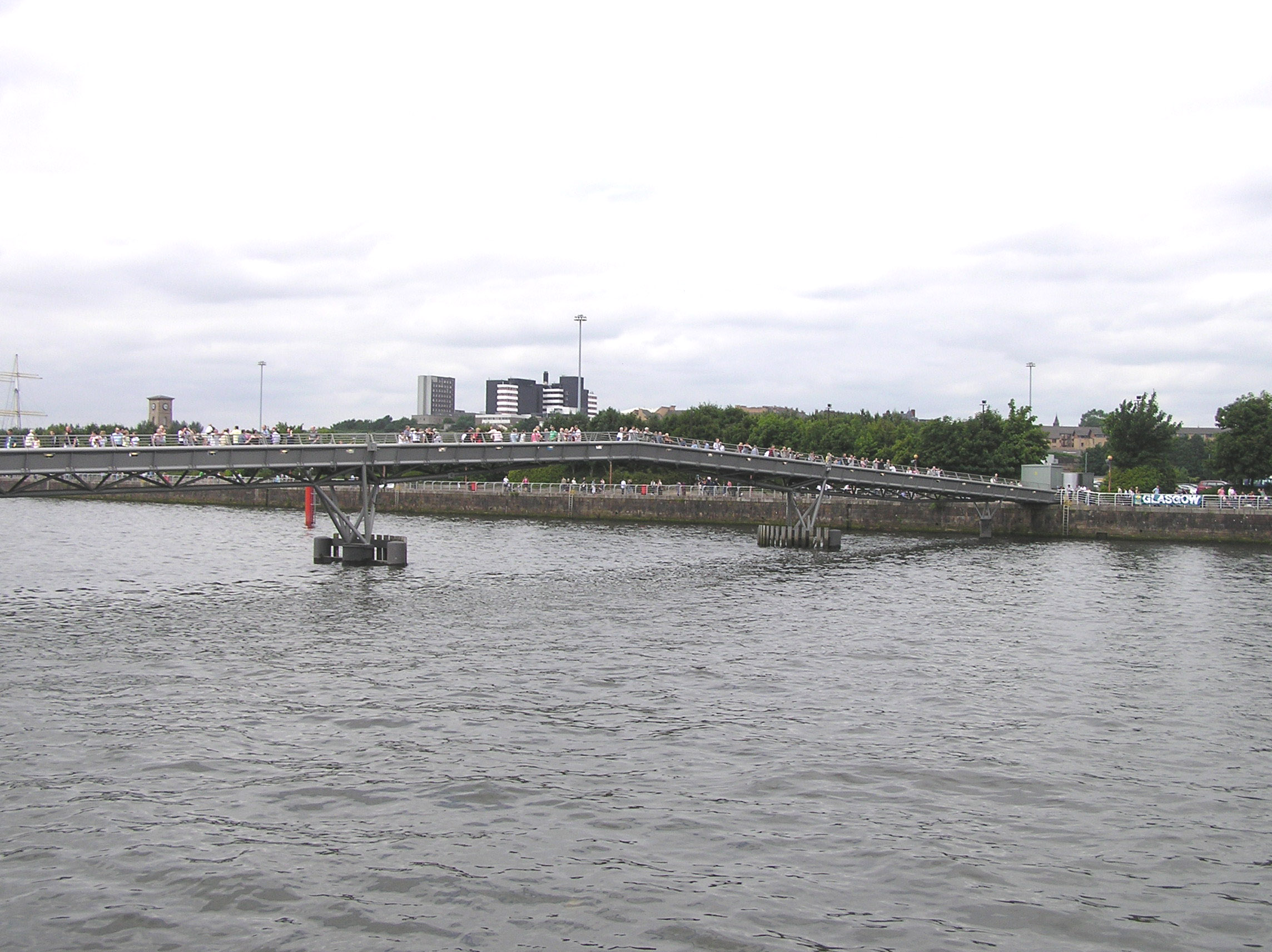
Millennium Bridge
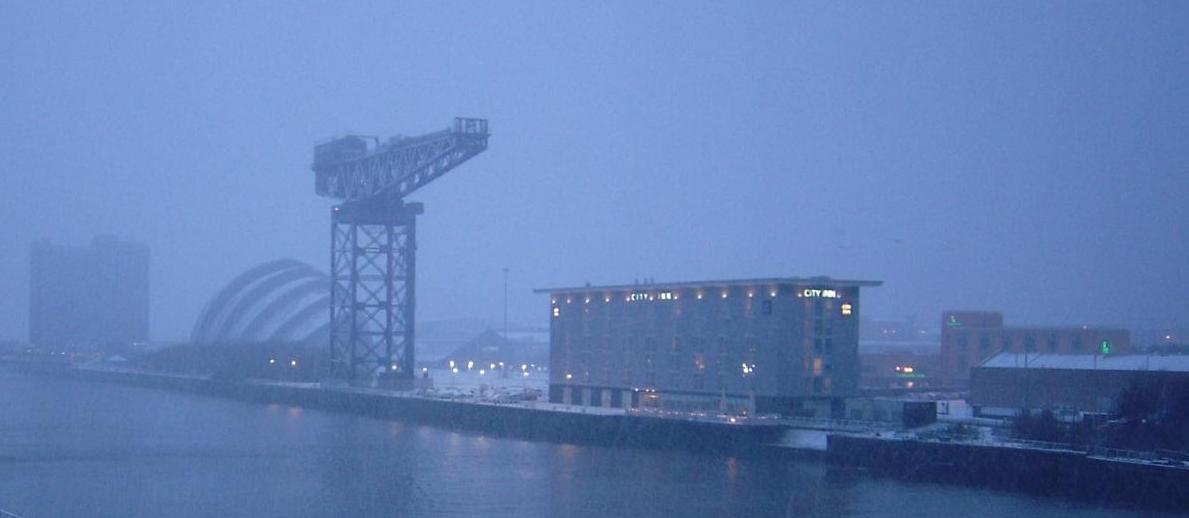
Edificios modernos, incluyendo al Clyde Auditorium, Finnieston Crane y el hotel Crowne Plaza de Glasgow
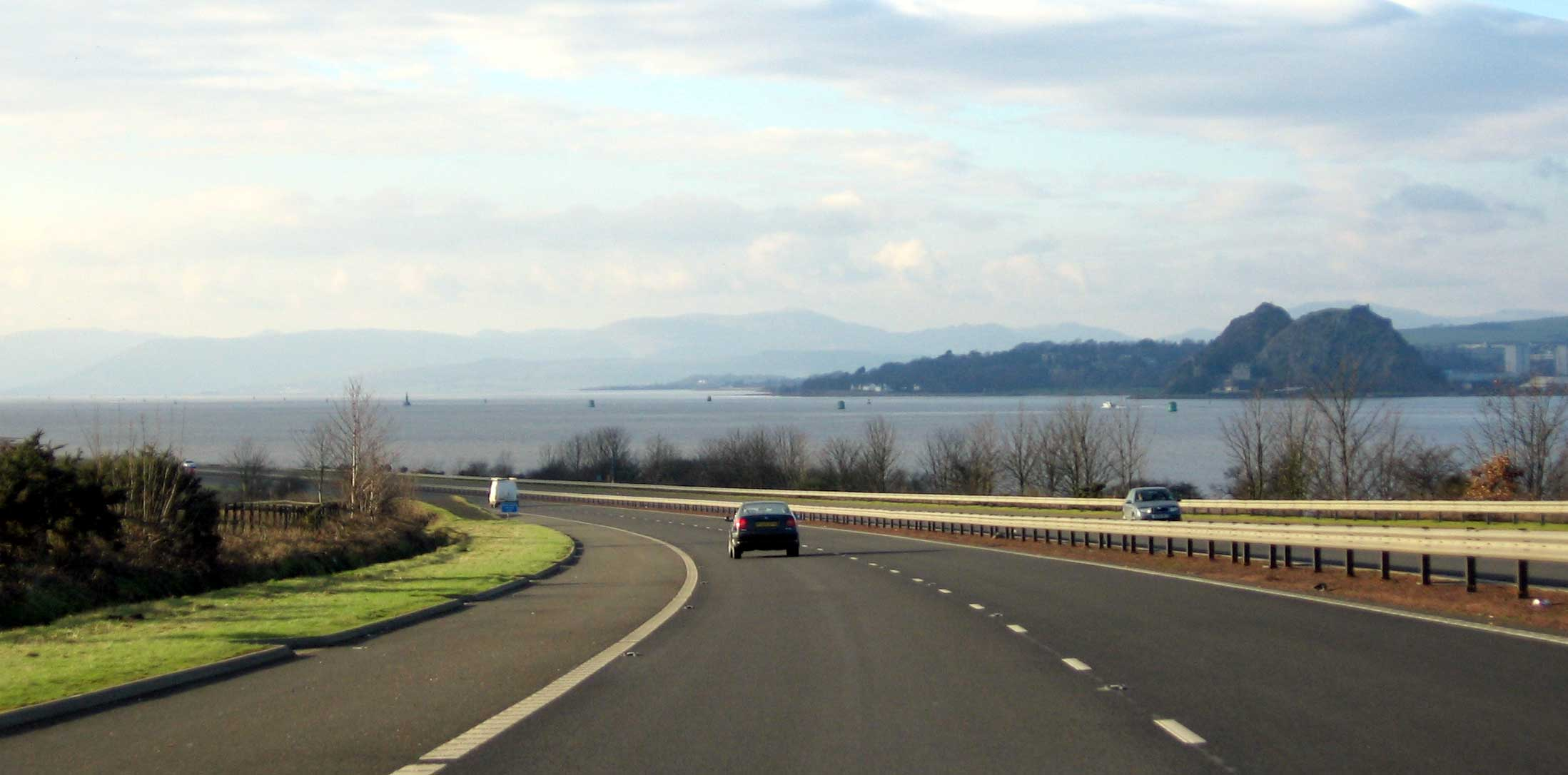
El estuario se abre hasta más allá de Dumbarton
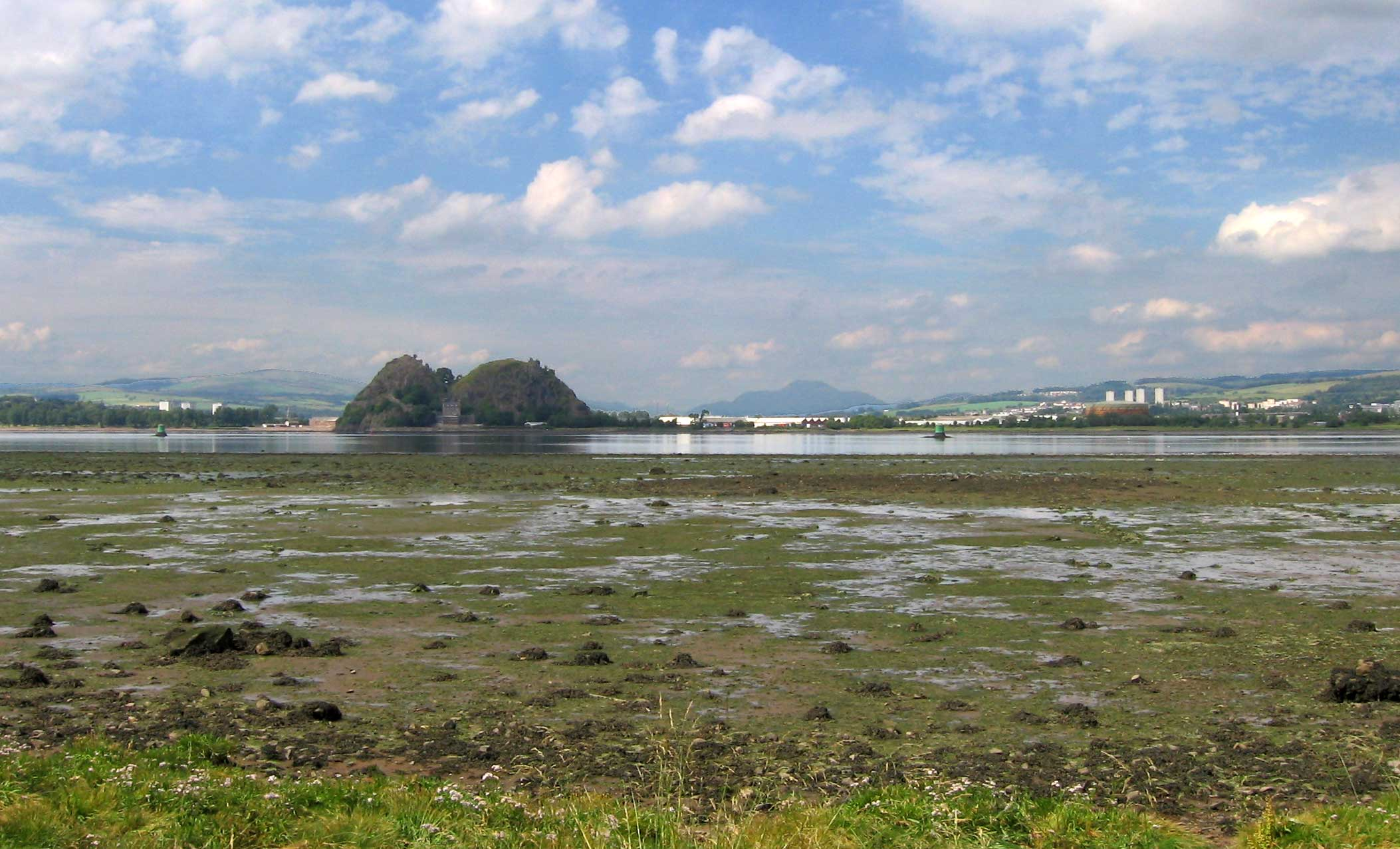
Vista de Dumbarton con la marea baja.
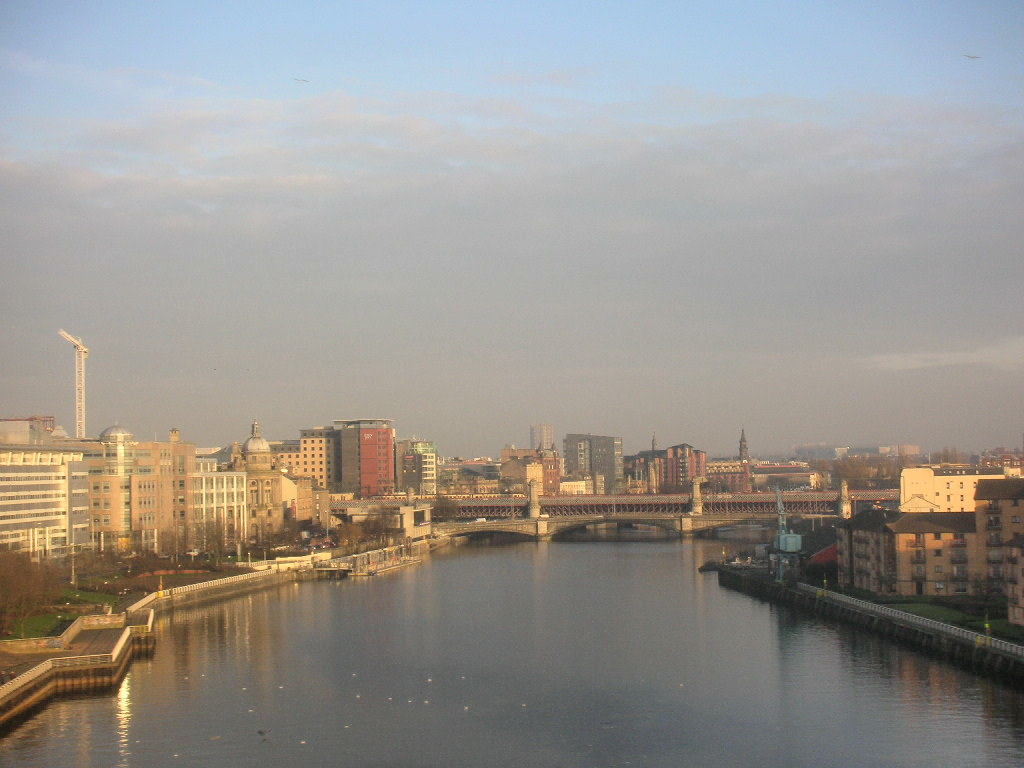
Vista hacia el este del Distrito Central de Glasgow.
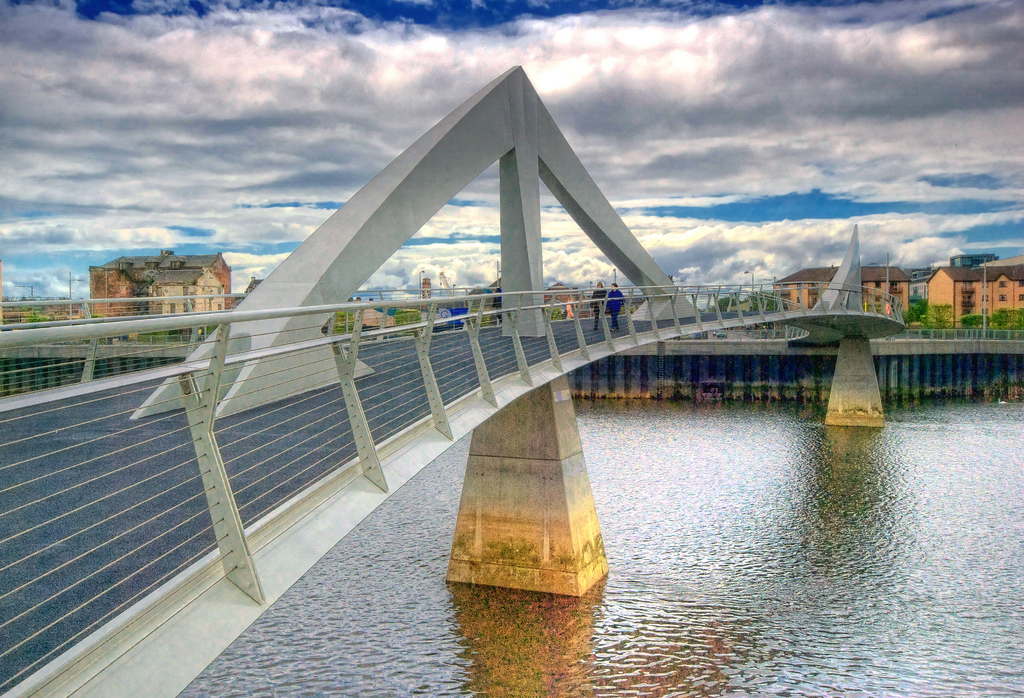
Vista sur del puente Tradeston.